# Antonio Roberto Cabrera
Antonio Roberto Cabrera (Buenos Aires, 17 ottobre 1943 – Buenos Aires, 4 luglio 2021) è stato un calciatore argentino, di ruolo centrocampista.

## Palmarès

### Club
- Campionato argentino: 2

Boca Juniors: 1969 Nacional, 1970 Nacional